# Almendros
Pour les articles homonymes, voir Almendros (homonymie).
Almendros est une municipalité espagnole de la province de Cuenca, dans la région autonome de Castille-La Manche.